# ألما ماكليلاند
ألما ماكليلاند (بالإنجليزية: Alma McClelland)‏ هي لاعبة بوكر أمريكية، ولدت في 1 أكتوبر 1921، وتوفيت في 18 يوليو 2000.